# Celobioza dehidrogenaza (akceptor)
Celobioza dehidrogenaza (akceptor) (EC 1.1.99.18, celobiozna dehidrogenaza, celobiozna oksidoreduktaza, Phanerochaete chrysosporium celobiozna oksidoreduktaza, , celobiozna oksidaza, celobioza:kiseonik 1-oksidoreduktaza, , celobioza:(akceptor) 1-oksidoreduktaza) je enzim sa sistematskim imenom celobioza:akceptor 1-oksidoreduktaza. Ovaj enzim katalizuje sledeću hemijsku reakciju
celobioza + akceptor {\displaystyle \rightleftharpoons } celobiono-1,5-lakton + redukovani akceptor
2,6-Dihloroindofenol može da deluje kao akceptor. Ovaj enzim takođe deluje, mada sporo, na oligosaharide, laktozu i D-glukozil-1,4-beta-D-manozu. On takođe deluje kao EC 1.1.5.1, celobiozna dehidrogenaza. Enzim bele gljive Phanerochaete chrysosporium je neobičan po tome što ima dva redoks domena, pri čemu jedan sadrži flavin i drugi protohemsku grupu.

## Literatura
- Nicholas C. Price; Lewis Stevens (1999). Fundamentals of Enzymology: The Cell and Molecular Biology of Catalytic Proteins (Third изд.). USA: Oxford University Press. ISBN 019850229X.
- Eric J. Toone (2006). Advances in Enzymology and Related Areas of Molecular Biology, Protein Evolution (Volume 75 изд.). Wiley-Interscience. ISBN 0471205036.
- Branden C; Tooze J. Introduction to Protein Structure. New York, NY: Garland Publishing. ISBN 0-8153-2305-0.
- Irwin H. Segel. Enzyme Kinetics: Behavior and Analysis of Rapid Equilibrium and Steady-State Enzyme Systems (Book 44 изд.). Wiley Classics Library. ISBN 0471303097.
- William P. Jencks (1987). Catalysis in Chemistry and Enzymology. Dover Publications. ISBN 0486654605.

## Spoljašnje veze
- Cellobiose+dehydrogenase+(acceptor) на 